# Fridolin Ambongo Besungu
Fridolin Ambongo Besungu, OFM kap. (Boto, 24. siječnja 1960.) kongoanski je katolički prelat koji od 2018. služi kao nadbiskup Kinshase. Član je Reda manje braće kapucina.
Papa Franjo ga je 5. listopada 2019. proglasio kardinalom-svećenikom crkve San Gabriele Arcangelo all'Acqua Traversa.